# Mischabsetzer
Ein Mischabsetzer ist ein Extraktionsapparat, bei dem zwei unterschiedlich schwere, nicht mischbare Flüssigkeiten (z. B. wässrige und organische Phase) mit Hilfe von Rührern vermengt werden.
Dabei treten bestimmte chemische Verbindungen von einer Flüssigkeitsphase in die andere über. Anschließend setzen sich beide Flüssigkeiten durch natürliche Schwerkraft wieder ab. 
Mischabsetzer und Röhren-Mischabsetzer werden beispielsweise bei der Wiederaufarbeitung abgebrannter Brennelemente zur Trennung der Spaltstoffe Uran und Plutonium von den übrigen Bestandteilen der Lösung eingesetzt (siehe auch „PUREX-Prozess“).